# スネーフェル・マウンテン・コース
スネーフェル・マウンテン・コース (Snaefell Mountain Course) はマウンテン・コースとも呼ばれ、英国王領マン島 (Isle of man) にあるロードレース用サーキットのこと。一年に一度開催されるマン島TTレースやマンクス・グランプリモーターサイクルレースで使用されている。サーキットのコース長は37.73 マイル (60.7 km) あり、200以上のカーブと海抜0mからスネーフェルの山頂近くまでの1,300 ft (396 m) を超える高度までを擁するクライムコースである。ここは世界最古のモーターサイクルレースサーキットであり、現在でも使用されている。
一番難しいといわれている箇所は、ラムゼイからブランディウェルを通りダグラスに抜けるマウンテン・セクション。ここは地方道路A18号を使っている。
レースで使用される道路はすべて公道で、通常は日常の交通に使用されているもので、予選（プラクティス）時と本選（レース）時のみ車両通行止めとなる。公道のため、電話ボックス、電柱、バス停などを保護するためにわら束でつくった俵が使われている。公道封鎖は法令によりなされている。本選（レース）および予選（プラクティス）の間は、見物人はその観覧地点に留まっていなければならない。『Roads Open』の車が通過し、マーシャル（オフィシャル）の指示が下された時のみ動くことが許される。道路封鎖に伴い通常の生活はなくなり、ものすごい数のエンスージアストで小さな島は溢れかえる 。

## マッド・サンデー
TTレースの週の直前の日曜日は『マッド・サンデー』と呼ばれ、数時間、自動車が閉鎖されたコースにモーターサイクリストだけがレース走行の向きにのみ走行が許可される。ラムゼイからダグラスに向かう山道は速度無制限であり、『マッド・サンデー』に参加する数多くのライダーが負傷だけでなく死に至っている。

## 歴史
山岳部のコースは1911年のマン島TTではじめて使用された。このときすでにビクター・サリッジが予選時に死亡している。1920年代初頭までは本戦時のみの閉鎖だったが、予選日の早朝、カーク・マイケルで馬と荷車と衝突しアーチー・バーキンが死亡して以降、予選時にも閉鎖することになった。
1914年の第一次世界大戦以降1920年までレースは休止した。マウンテン・コースとして用いられている山道は、当時、通常には荷車を通すための道だったため、道にはゲートが設けられ必要時以外は閉鎖されていた。当時のレースでは、朝一番にそこを通過するライダーがゲートを開け、その日に通過する最後のライダーが閉めるという規則となっていた。1920年代になると道の状況が改善され周回速度（ラップスピード）も速くなる。1920年の周回記録（ラップレコード）は55.62mphで1939年TTには90mphまでになっていた。
1923年にはサイドカーのレースもおこなわれるようになり、スタンレー・ウッズが10回目のTT優勝も達成した。サイドカーレースは3年しか続かなかったが1954年に再登場している。1931年ジミー・シンプソンが80 mphを超えるラップスピードを記録、1937年、フレディー・フリースが90 mphを破った。
レースは第二次世界大戦により再び休止。1947年に再開し、家畜の伝染病である口蹄疫の大量発生のために中止された2001年を除いて、現在まで毎年開催されている。
ライダー達の使用するモーターサイクルのエンジン排気量は50ccから1,300cc、走行距離は37.73マイルのコースを2周回から10周回である。

## 速度記録
シニアTTレースのラップレコードは、2018年のシニアTTレース中にピーター・ヒックマンによって記録された平均速度135.452 mph（217.989 km/h）で16分42.778秒です。レース記録もヒックマンによる1時間43分08,065秒。同じ6周のシニアTTレースで達成された平均時速は131.700 mph（211.951 km/h）。
最高速度記録は2006年にブルース・アンステイが記録した206 mph (331.51 km/h) である。

## コース

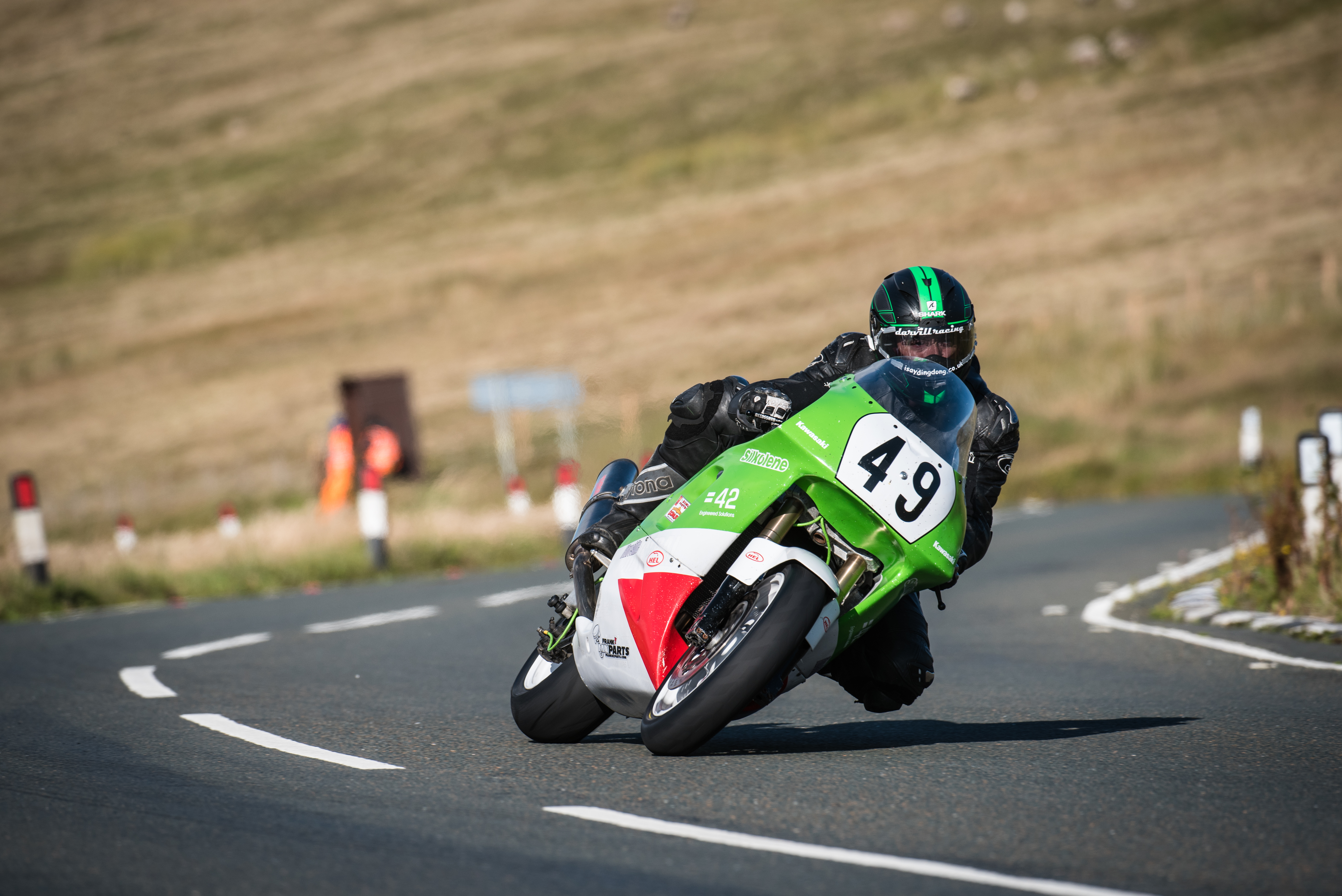
Hailwood's Height

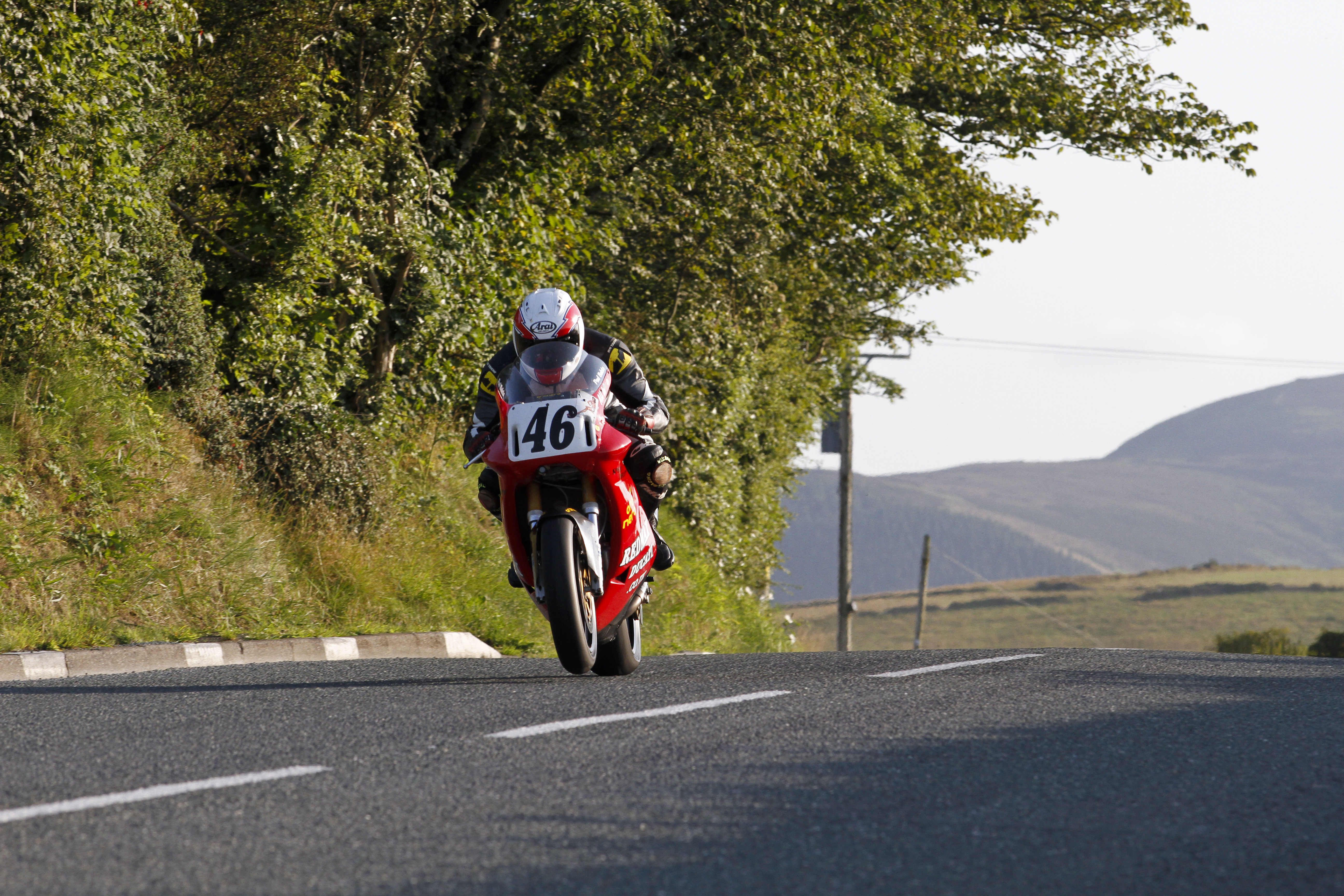
Lambfell

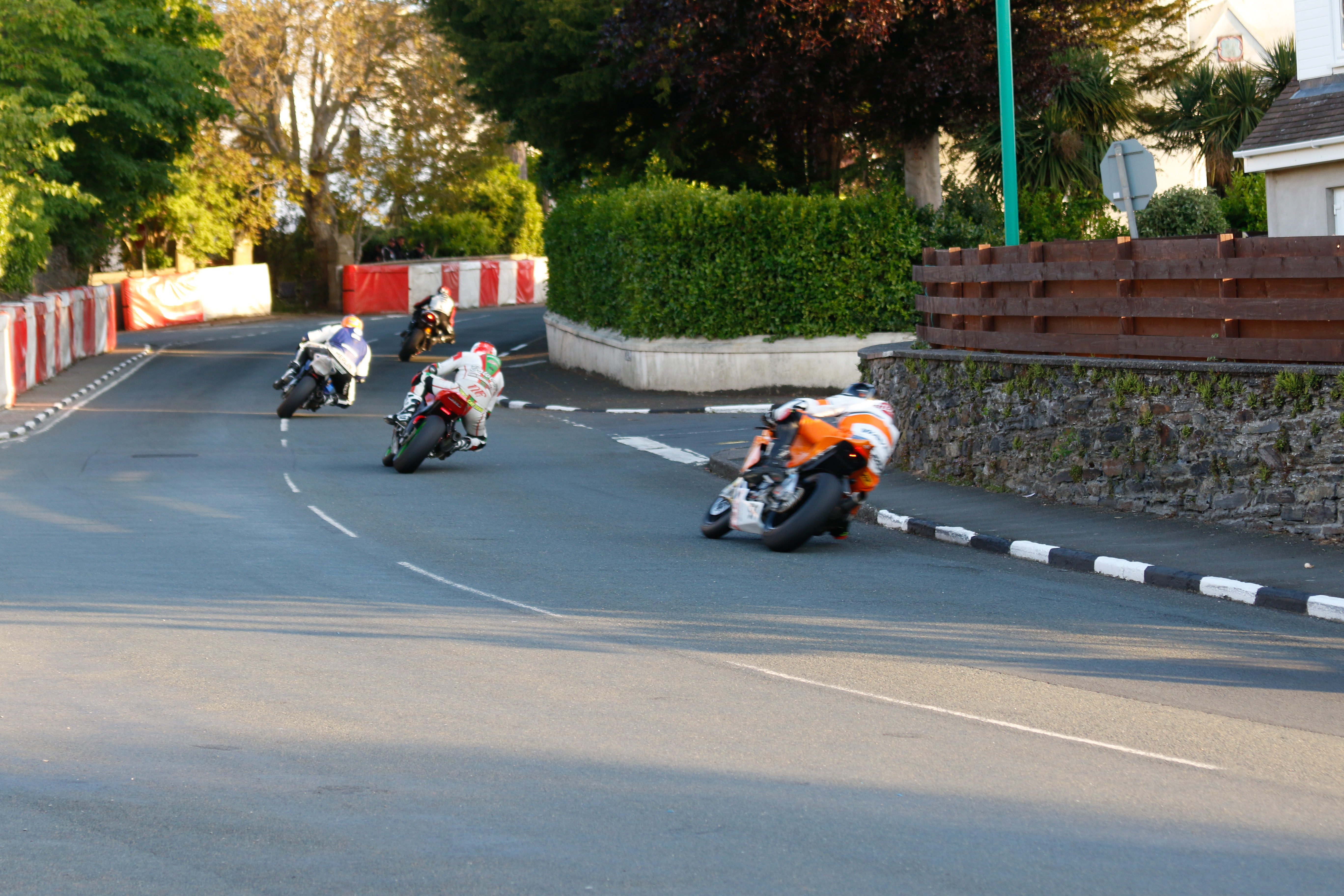
Cruickshank's Corner

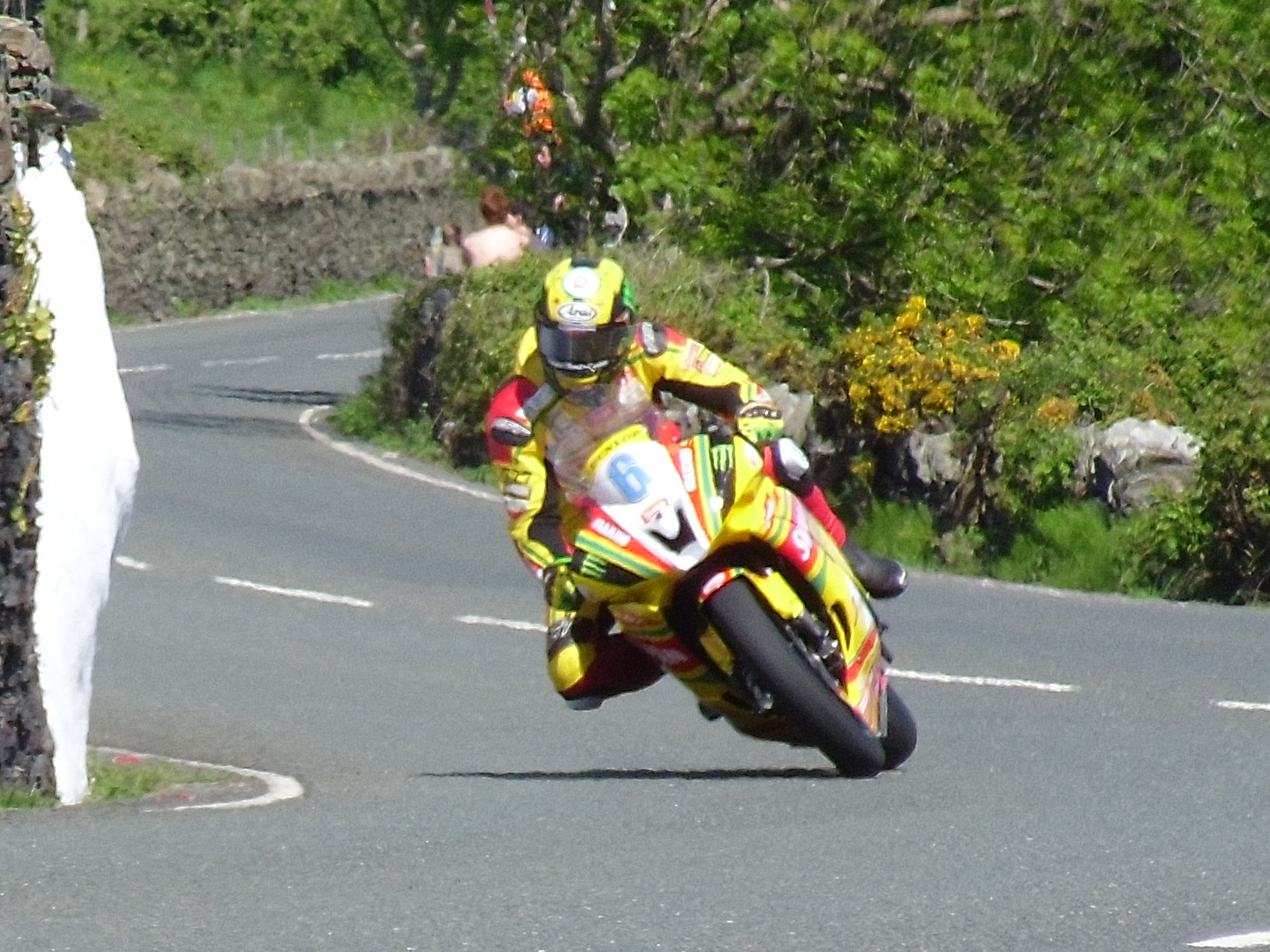
Tower Bends

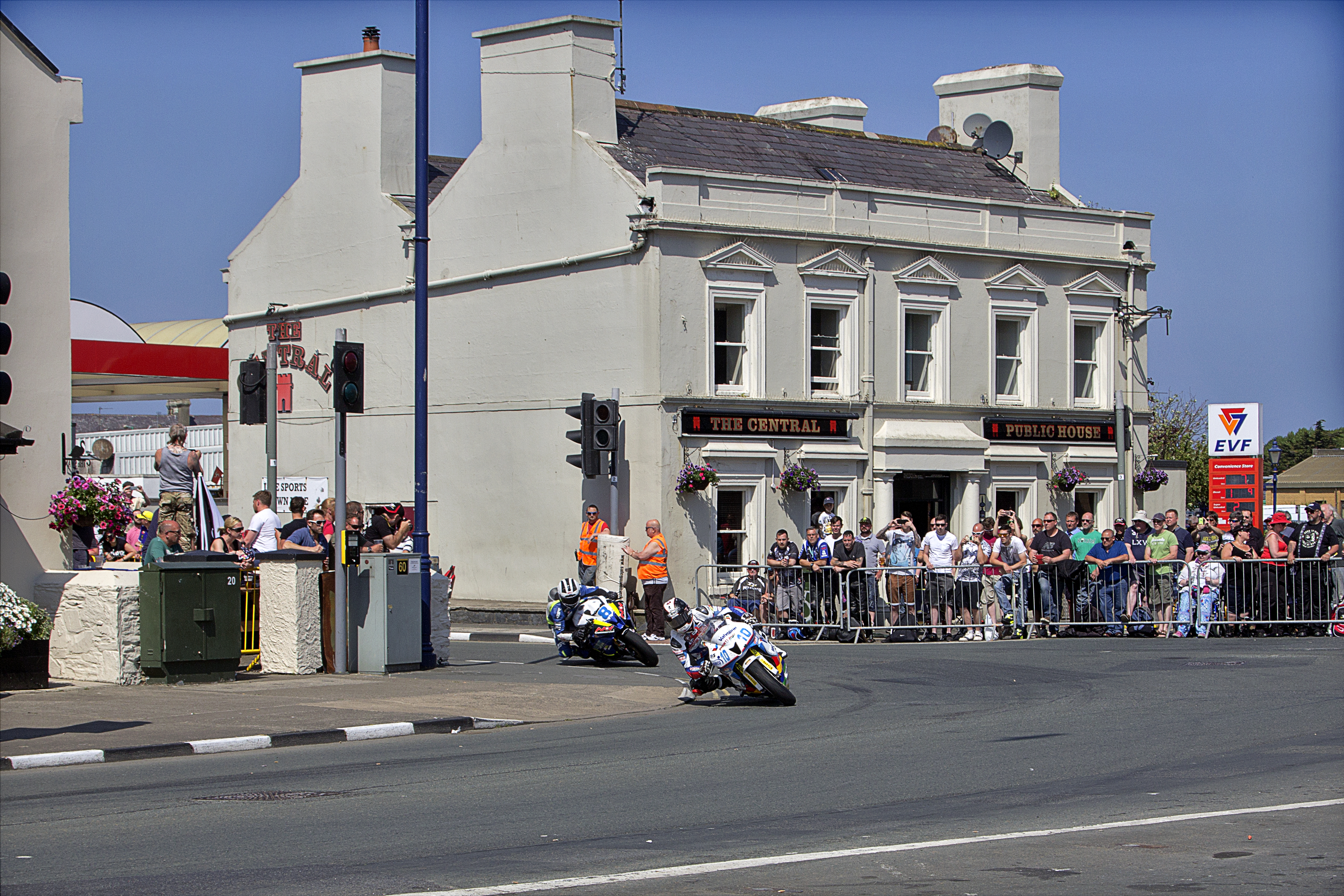
Parliament Square

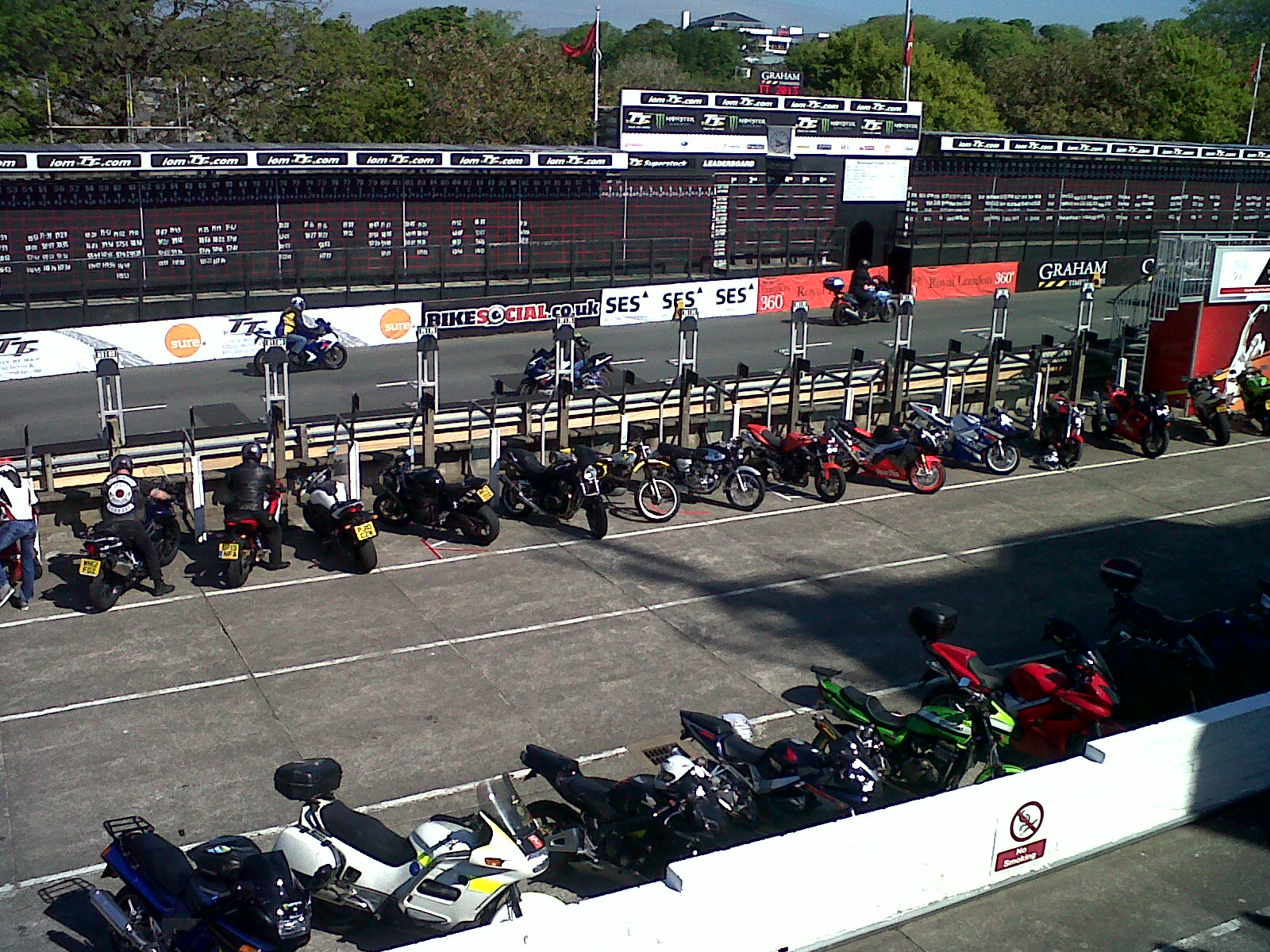
Grandstand pit

現在のコースは以下のルートを通る。起点および終点はダグラス。
- Start at: TT Grandstand
- Bray Hill
- Quarterbridge
- Braddan Bridge
- Union Mills
- Glenlough
- Glen Vine
- Crosby Cross-roads
- The Highlander
- Greeba Castle
- Greeba Bridge
- Ballacraine
- Ballaspur
- Ballig Bridge
- Laurel Bank
- Black Dub
- Glen Helen
- Sarah's Cottage
- Lambfell
- Cronk-y-Voddy
- Handley's Corner
- Barregarrow
- Westwood
- Mitre Hotel
- Kirk Michael
- Whitehouse Park
- Rhencullen
- Bishopscourt
- Alpine Cottage
- Ballaugh Bridge
- Ballacrye Bend
- Wildlife Park
- Quarry Bends
- Sulby Cross Roads
- Sulby Village
- Sulby Bridge
- Ginger Hall
- Kerrowmoar
- Glen Duff
- Glen Tramman
- Churchtown
- Milntown
- Parliament Square, Ramsey
- May Hill
- Whitegate
- Ramsey Hairpin
- Hillberry
- Gooseneck
- Joey's
- Guthrie's Memorial
- Mountain Mile
- Mountain Box
- Black Hut
- Verandah
- Les Graham Memorial
- Bungalow
- Hailwood Height
- Brandywell
- Windy Corner
- Keppel Gate
- Kate's Cottage
- Creg-ny-Baa
- Gob-ny-Geay
- Brandish Corner
- Hillberry
- Cronk-ny-Mona
- Signpost Corner
- Bedstead Corner
- The Nook
- Governor's Bridge
- Finish at: TT Grandstand

## 原典
1. ↑  http://www.gov.im/lib/news/transport/ttmotorcyclerace.xml 2006 TT MOTOR CYCLE RACES Roads Closed to the Public - Transport Public Notice (retrieved 9 August 2006)
2. ↑  http://www.bbc.co.uk/dna/h2g2/A3197207 BBC Guide to Isle of Man (retrieved 9 August 2006)
3. 1 2  http://www.ttwebsite.com/history/ (retrieved 9 August 2006)
4. ↑  Meetings: TT2001 - The official Isle of Man TT website
5. ↑  https://www.iomtt.com/~/media/Files/2018/Results/race/0806/PokerStars-Senior-TT-result.pdf
6. ↑  “アーカイブされたコピー”. 2008年1月2日時点のオリジナルよりアーカイブ。2013年6月9日閲覧。 New Isle of Man Top Speed Record (retrieved 12 August 2006)